# النمر المقنع
النمر المقنع (باليابانية: タイガーマスク، بالروماجي: Taigā Masuku) هي سلسلة مانغا يابانية من تأليف إيكي كاجيوارا ورسم ناوكي تسوجي. نشرت من قبل كودانشا في مجلة بوكورا 	في عام 1968 حتى عام 1971، تم تجميع فصول المانغا في 11
مجلد تانكوبون. أنتجت مسلسل أنمي من قبل استوديو توي أنيميشن، عرض الأنمي على قناة يومياوري وتلفزيون أساهي في 2 أكتوبر عام 1969 واستمر عرضه حتى 30 سبتمبر عام 1971 وتكون من 105 حلقة. تم دبلجت الأنمي إلى اللغة العربية من قبل مركز الزهرة، وعرض على عدة قنوات عربية.

## القصة
تدور أحداث الجزء المدبلج من المسلسل حول صحفي يتصنع الغباء والحماقة اسمه تامر، والذي انتحل شخصية النمر المقنع الثاني بعدما مات النمر المقنع الأول (والذي سُمي صنديد) في حادث سير عندما ضحى بحياته من أجل إنقاذ طفل صغير، تعهد هذا النمر المقنع الجديد بتخليص حلبة المصارعة من كل الشرور، وقابل في حلقات المسلسل مجموعة من المصارعين من منظمة شريرة تهدف إلى السيطرة على عالم المصارعة تسمى اتحاد مصارعي الفضاء، بعد هزيمة النمر المقنع لمجموعة من المصارعين الأقوياء قابل في الحلقة الأخيرة رئيس المنظمة، والذي يدعى سترونغر، وبعد اعتراف سترونغر بالهزيمة في المباراة النهائية أفصح النمر المقنع للجميع عن هويته الحقيقية، ثم تابع المباراة مع سترونغر الذي أصيب أثناء المباراة بذبحة صدرية توفي على إثرها.
تنتهي السلسلة بزواج تامر (النمر المقنع) بزميلته في العمل ميادة، والتي كانت تحبه على الرغم من أن الجميع يسخر منه، ولكنها الآن ازدادت حباً له بعد أن عرفت بأنه هو نفسه النمر المقنع.

## الشخصيات
- النمر المقنع / ناوتو داتي (تامر في النسخة العربية)

أداء صوتي: كيه تومياما، كاتسوجي موري (الحلقات 32~39) (اليابانية)، محمد خاوندي (العربية)
وهو رجل رياضي يحب كل الرياضات بشتى أنواعها وبالتحديد رياضة المصارعة والتي يظهر بها بشخصية النمر المقنع، يحب تامر الصحافة أيضاً لهذا يعمل كصحفي، ولهذا تامر يظهر بشخصيتين مختلفتين تماماً أمام الجميع ولكن بشخصية تامر دائماً يتظاهر بالغباء والكسل، تامر شخص يحب الأطفال الصغار كثيراً فدائماً نراه يلعب ويساعد الأطفال وبالأخص الأيتام.
طفولة تامر كانت بائسة حيث عاش يتيماً بلا أب أو أم، ثم قرر تامر السفر إلى الولايات المتحدة الأمريكية لدراسة الصحافة، هناك قد تعرض لكثير من المشاكل، مثل المشاجرات التي قادته في النهاية للتدرب في كهف النمر، وهناك تدرب بقوة حتى أصبح مصارعاً قوياً، عاد تامر بعدها إلى بلاده وقرر أن يسافر حول بلدان العالم حتى يصبح أقوى، وفي رحلته خاض هناك بطولة حزام بطل الأهرام للمقنعين، وقرر عندها اتخاذ شكل النمر المقنع كقناع له وذلك كاقتداء بالسيد صنديد (النمر المقنع الأول) حيث فاز تامر بحزام بطل الأهرام هناك، وبعد ظهور منظمة اتحاد مصارعي الفضاء ظهر النمر المقنع من جديد لصد هجوم هذه المنظمة على عالم المصارعة، ووقتها بالتحديد كان تامر يعمل في صحيفة الملاعب، فبدأت حياة تامر الصعبة من جديد.
- صنديد: وهو النمر المقنع الأول وقد توفي في حادث سير بعد أن أنقذ طفلاً من الموت قبل تسع سنوات منذ ظهور النمر المقنع الثاني، ويعتبر السيد صنديد أحد الأشخاص الذين اعتنوا بتامر بملجأِ الأيتام الذي كان يتراود إليه، صنديد (النمر المقنع الأول) لديه جزء خاص يتكون من 105 حلقة.
- ميادة: صديقة تامر وزميلته في الصحيفة وزوجته المستقبلية (في نهاية الحلقة الأخيرة طلب تامر يد ميادة للزواج ووافقت).
- عزام: مصارع وهو صديق النمر المقنع ويجهل شخصيته الحقيقية.
- رئيس التحرير: شخصية كوميدية وهو شخص متسلط خصوصا على تامر.
- ساجي: صحفي في أحد الصحف، ضمته منظمة اتحاد مصارعي الفضاء حتى يتحرى أمر تامر ولكنهم خدعوه، وهو أول من يكتشف حقيقة تامر.
- إياد: يعمل كصحفي، ودائماً ما يطلبه تامر لكي يكمل مقالاته الصحفية بدلاً عنه.
- جودي: ممرضة في أحد المستشفيات وهي صديقة تامر وأخت كامل.
- كامل: الفتى الصغير الذي دخل إلى الحلبة في الحلقة الأولى قبل أن ينقذه النمر، يعيش مع أخته جودي.
- ريم: الفتاة الصغيرة التي تعيش مع والدها البائع المتجول.
- سهيل: الولد المشاغب الذي يعيش مع أمه السيدة ترياق.
- بيير: هو الفتى الصغير المرافق لمصر.
- السيدة ترياق: تعيش في كوخ، حيث أصبح تامر يعيش معهم بعد استأجاره أحد الغرف.
- ليزا: امرأة أمريكية صديقة تامر القديمة، وهي مصارعة وتعمل كصحيفة مثل تامر أيضاً.
- جينا: وهي الفتاة التي كانت تسعى لقتل حسن رئيس اتحاد مصارعي الفضاء لأنهم قتلوا أخوها المصارع، ولذلك سعت المنظمة لقتلها وتعثرت طريق عودتها لبلدها البرازيل.
- رويكو: وهي المرأة التي ربت تامر منذ صغره في ملجأ الايتام وهي شخصية رئيسية في الجزء الأول، وقد ظهرت في الجزء الثاني في الحلقتين الأخيرتين.
- بوتشر: المصارع الكندي الشهير، يحب الموسيقى والرقص، تحدى النمر المقنع في الحلقة رقم 24 وانتهت المبارة بالتعادل، لم ينضم إلى اتحاد مصارعي الفضاء ورفض ان يكون معهم أو ان يأخذ مبلغا كبيرا من المال فقط قبل مواجهته للنمر.
- أندريه العملاق: هو أضخم مصارع ظهر بالمسلسل والذي لم يسبق له أن خسر مباراة وقد تحدى النمر المقنع ولكن ظهر سترونغر وطلب مواجهة النمر أيضا فتواجه ضد أندريه وهزمه شر هزيمة في الحلقة رقم 32.

### اتحاد مصارعي الفضاء
- حسن: رئيس اتحاد مصارعي الفضاء، وهو رجل عربي، ويُلقب بملك البترول لثروته، وهو صاحب السفينة الرياضية الغريبة، يسعى بالسيطرة على العالم عن طريق الرياضة، كما أنه رياضي ومصارع قوي، كان يعاني من مرض في قلبه، لذلك كان يرسل الكثير من المصارعين لتحدي النمر المقنع، وأمرهم باستخدام الحيل القذرة للفوز عليه، تحدى النمر المقنع بنفسه في الحلقة الأخيرة بشخصية سترونغر، كان نداً قوياً جداً للنمر، ولكنه في أثناء المواجهة أصيب بذبحة صدرية قاتلة توفي على أثرها. اسمه بالدبلجة العربية: خوسيه سانشيز.
- مارفل: اليد اليمنى لرئيس اتحاد مصارعي الفضاء.
- كيلر: رئيس جواسيس المنظمة.
- طيفور: أول مصارع يظهر من اتحاد مصارعي اتحاد الفضاء، وقد اكشف أنه رائد الفضاء الأمريكي الشهير هنري. (ظهر في الحلقة رقم 1 وتواجه مع النمر المقنع في الحلقة رقم 3)
- العضاض: ثاني المصارعين الذي استخدم حيلة الأسنان الاصطناعية لهزيمة النمر المقنع وعزام، ولكن النمر اكشف الخدعة وهزمه، وتبين أنه بطل التايكواندو في تايلاند. (ظهر في الحلقة رقم 3 وتواجه مع النمر المقنع في الحلقة رقم 4 و 6)
- الثنائي X: هما أول ثنائي تحدى الثنائي عزام والنمر المقنع، وتبين أنهما التوأم الأمريكي توم مايكل لاعبا كرة القدم الأمريكية. (ظهرا في الحلقة رقم 8 وتواجها مع النمر المقنع وعزام في الحلقة رقم 8 و 9)
- المقنع الحديدي: وهو مصارع رشيق وقوي يستخدم المخالب الحادة المسمومة وهو في الأصل يمثل المرأة ليزا، صديقة تامر، وقد اكتشفت ليزا أن النمر المقنع هو تامر، وكذلك اكتشف تامر أن المقنع الحديد هي ليزا، وقد غادرت ليزا الحلبة قبل نهاية المواجهة. (ظهرت في الحلقة رقم 10 وتواجهت مع النمر المقنع في الحلقة رقم 11)
- ثنائي صقور الفضاء: وهم الثنائي اللذان تحديا عزام والنمر المقنع، وكانا يستخدمان الصقور الحية للمهاجمة، ولكن من دون هذه الصقور فهما ضعيفان، وهما من دولة إثيوبيا. (ظهرا في الحلقة رقم 12 وتواجها مع النمر المقنع وعزام في الحلقة رقم 14 و 9)
- سيلفر: هو مصارع قوي، وكان المفضل لدى رئيس الاتحاد، وقد انضم إليه مصر ليكونا ثنائي يتواجهان ضد عزام والنمر المقنع، واستخدم سيلفر حيلة الأظافر الحادة ضد النمر المقنع ولكنه في النهاية منع مصر من استخدام الحيل القذرة ليعبرا خاسرين في اللقاء، طلب من النمر المقنع أن يواجهه في مباراة نظيفة ووافق النمر، وكانت الحلقة 20 خاصة بسيلفر الذي كان يتمنى أن يلتقي بزوجته ماريا وقبل موته علم النمر المقنع بالحركة التي يمكنه بها هزيمة مصر بها، وتبين أن أن سيلفر هو العداء ولاعب ألعاب القوى الجنوب أفريقي سيلفر الملقب بالقطار البشري.(ظهر في الحلقة رقم 16 وتواجه مع النمر المقنع في الحلقة رقم 19 و 20)
- مصل: وهو مصارع يبدو كالغبي ينفذ أوامر الصبي الصغير بيير الذي انقذه في يوم ما من الصيادين الذين أطلقوا عليه النار في الغابة، ومع ذلك كان من أقوى وأضخم المصارعين إذ يبلغ طوله 215 سم ووزنه 220 كجم، كان يعيش مصل في جبال الهاملايا. (ظهر في الحلقة رقم 18 وتواجه مع النمر المقنع في الحلقة رقم 19 و 22)
- القط الأسود: وهو أقوى مصارع انضم إلى اتحاد مصارعي الفضاء، إذ هو بطل العالم في الكارتيه كيلياس، تحدى النمر المقنع ولكن المبارة لم تستكمل بسبب خروج النمر لانقاذ ساجي وجينا، ولكنه تقاتل معه مرة أخرى في الغابة وانتهت المبارة بالتعادل، انضم إلى اتحاد مصارعي الفصاء لأنه قيل له أنه يمكنه مواجهة الرجل الأقوى في العالم. (ظهر في الحلقة رقم 23 وتواجه مع النمر المقنع في الحلقة رقم 27 و 29)
- الشبح الأبيض: تواجه مع النمر المقنع في مباراة جماعية والتي تضم عدة مصارعين بلغ عددهم سبعة، فبالإضافة للنمر والشبح الأبيض كان هناك خمسة مصارعين، هم: العبكبوت من أمريكا والمثقب من ألمانيا والثور من إسبانيا والمحنط من المكسيك والمدرع من اليونان، كلهم تواجهوا في معركة جماعية وانقلبوا بعدها ضد النمر المقنع، ولكن النمر استطاع التغلب على هذه المحنة والتي كانت آخر المواجهات ضد مصارعي اتحاد الفضاء.(ظهر في الحلقة رقم 31 وتواجه مع النمر المقنع في الحلقة 31)
- سترونغر: زعيم منظمة اتحاد مصارعي الفضاء، وهو أقوى مصارعي هذه المنظمة، وكذلك هو حسن الذي تم التعريف به سابقاً، تواجه مع أندريه العملاق الذي لم يخسر من قبل وهزمه في ثمان دقائق وهو رقم قياسي، وتواجه بعدها ضد النمر المقنع وكان أقوى مصارع واجهه النمر المقنع ولكنه وبسبب مرضه تعرض لذبحة صدرية وتوفي على أثرها. (ظهر في الحلقة رقم 32 وتواجه مع النمر المقنع في الحلقة 33 والأخيرة)

## الحلقة الأخيرة
بعد أن حقق النمر المقنع الفوز على كل المصارعين الذين أرسلهم اتحاد مصارعي الفضاء، قرر رئيس المنظمة حسن أن يخوض مواجهة بنفسه ضد النمر المقنع، فطلب حسن من تامر أن يأتي إليه حتى ينشر الخبر، وفي الحقيقة كان تامر يعرف أن حسن هو رئيس اتحاد مصارعي الفضاء، وأن حسن يعرف أن تامر هو النمر المقنع نفسه. لذلك، عرف تامر أن هذه المواجهة قد تكون الأصعب والاخيرة، وفي اليوم التالي أعلمت الطبيبة جودي تامراً بأنها ستغادر إلى الريف وستتزوج الطبيب سعد، شعر تامر بالحزن أولاً لابتعاد جودي وثانياً لأنه ربما كان يرغب بالزواج من جودي، ولكنه نفى لميادة أنه كان يرغب حقاً بالزواج منها، وبجلوس تامر مع كامل والأخرين تذكر طفولته التي كان يعيش في ملجأ للأيتام فصار تامر يجوب الشوارع حتى وصل للملجأ الذي عاش فيه، ومن ناحية أخرى كانت ميادة التي أصبحت تعرف حقيقة تامر وأنه النمر المقنع قلقة عليه أكثر.
بدأت مباراة النمر المقنع وسترونجر، سيطر سترونجر على مجريات المبارة في البداية حيث كان يركز على ضرب ظهر النمر المقنع والذي كاد أن يكسره، طالب الجمهور النمر المقنع بالاستسلام ولكنه لم يرض بذلك، ميادة لم تستطع مقاومة رؤية تامر على وشك الموت وهي التي تحبه كثيراً، ولكن أخيراً استطاع النمر المقنع مقاومة هجوم سترونجر وبدأ يعود لأجواء المبارة، وأصبحت المواجهة متكافئة حتى استطاع النمر المقنع إخراج سترونجر من الحلبة، ورغم ألم كلا المصارعين إلا أن النمر المقنع مدّ يده لمساعدة سترونجر للصعود إلى الحلبة، واستجاب سترونجر لمساعدة النمر مما جعل الجمهور يصفق وبشدة لهما، فطلب ستروجر إيقاف اللعب، واعترف أنه رئيس اتحاد مصارعي الفضاء، واعترف بهزيمته وبعدها قام بنزع قناعه وظهر أنه حسن، وكان حسن شخصية مرموقة ومعروفة بأنه غني وصاحب السفينة الرياضية الكبيرة، واعترف حسن بأن العدالة هي القوة وأن القوة لا يمكنها أن تتفوق على العدالة.
و بعد أن اعترف رئيس اتحاد مصارعي الفضاء بالهزيمة على لسان رئيسه، فقد اعتبر النمر المقنع أن مهمته قد انتهت وأنه سينزع قناعه الآن! نزع النمر المقنع قناعه وظهر أنه الصحفي تامر وسط صدمة ومفاجآة الجميع بما فيهم أصدقاء تامر الأطفال وعزام وإياد ورئيس التحرير الذي لم يصدق أنه تامر الذي اعتبره دوماً صحفياً فاشلاً وكسول، وأيضاً مربيته في ملجأ الأيتام وصديقة النمر المقنع الأول قد تفآجأت كثيراً خاصة أنها رأت تامر بالأمس بالقرب من الملجأ، وقد تأكدت ميادة حقاً بأن النمر المقنع هو تامر نفسه.
استكملت المبارة بين تامر وحسن (خوسيه سانشيز) والذان لا يقبلا الهزيمة وقد تصارعا بكل ما أوتياه من قوة، والجمهور يتابع المبارة بصمت ودهشة بعد هذه المفاجآت المدهشة، فلم تعد القوة أو التقنيات تكفي بل إنها الآن الإرادة والتصميم على الفوز هي من ستحقق النصر لأحد المتصارعين، أمسك حسن تامر وألقاه على الأرض، وكان سيقوم بحركته كاسرة الظهر ولكن صرخة ميادة أيقظت تامر وأنقذته من هجوم حسن، بعدها بدأ حسن يتقلب وسقط على أرض الحلبة حيث تعرض لذبحة صدرية قاتلة، ومن جهة أخرى استطاعت جينا وجيش الثوار القضاء على بقية المنظمة وتدمير مقرها.
وبعد موت حسن انتهت طموحات اتحاد مصارعي الفضاء، وحافظ النمر المقنع، أي تامر، على حزام بطل الأهرام واستحق كل إعجاب وتقدير، وبعد هذه النهاية تمالأ (اجتمع) الصحفين على تامر وعزام لتصويرهما وسؤال تامر، وجاء رئيس التحرير أخيراً ليعتذر لتامر ويعتبره صحفياً ناجحاً ونشيطاً، وطلب منه أن ينظر لميادة، والتي كانت حزينة وخائفة طوال المبارة، ذهب تامر لميادة والذي أخيراً عرف مشاعر ميادة اتجاهه وأنها تحبه، ولا أحد يعلم إن كانت هذه المشاعر هي نفسها من تامر إلى ميادة رغم أنه على ما يبدو أن تامر حقاً يحب ميادة، ومع ذلك أثبت تامر أنه شخص عظيم وأنه لا يرغب لميادة أن تكون حزينة وأراد سعادتها فطلب منها الزواج حيث قال: «ميادة.. هل تقبلين صحفياً فاشلاً زوجاً لكِ ؟» فلم تتمالك ميادة نفسها وذهبت إلى أحضان تامر، ذهبا وانتهت أسطورة النمر المقنع والتي ما زالت حية إلى هذا اليوم.

## مصارعين حقيقين في المسلسل
النمر المقنع: بسبب الرواية الرائعة عن النمر المقنع تأثر العديد من الأشخاص بشخصية النمر المقنع ومن هؤلاء الاشخاص المصارع المعروف والذي ظهرت نجوميته في بداية الثمنينات Satoru Sayama الذي تأثر جداً بشخصية النمر المقنع (Naoto Date) وكان أول شخص قد اقتبس شخصية النمر المقنع وأول من بدأ في بروز ظاهرة أو رابطة مصارعي النمر المقنع الاخرين وهو المصارع الاقوى من المصارعين الذين ظهروا بشخصية النمر المقنع بعد ذلك....بعد ذلك ظهر العديد من الشخصيات التي تقلد النمرالمقنع من أقصى الشرق إلى أقصى الغرب...فا في أمريكا ظهر أيضاً النمر المقنع وأيضاً في المكسيك وبعدة أسماء مختلفة مثل Tiger Mask و Super Tiger و Tiger King...وهناك أيضاً شخصيات عديدة ظهرت في مسلسل النمر المقنع الأول وكانت مقتبسة من شخصيات حقيقية في عالم المصارعة اليابانية والعالمية مثل المصارع الياباني الذي يعتبر أندريه عملاق اليابان (Shohei Baba), وأيضاً المصارع (Kanji Inoki).
و إليكم الآن بعض المصارعين الحقيقين الذين ظهورا في المسلسل (الجزء الثاني).
 بوتشر
المصارع السمين بوتشر والذي ظهر في مسلسل النمر المقنع كان اقتباساً مطابقاً لشخصية المصارع الشهير السوداني عبدالله بوتشر (الجزار) والذي هاجر إلى كندا
أندريه العملاق
ظهر ايضاً المصارع أندريه العملاق وهو تماماً مطابق للمصارع الفرنسي الشهير أندريه العملاق.
 الثور
وهو المصارع الذي تصارع من النمر المقنع في المعركة الجماعية والملقب بالثور من إسبانيا وهو اقتباس لشخصية المصارع الأمريكي ديك باير
 انسين
المصارع الذي ظهر في الحلقة 26 وتحدى القط الأسود هو المصارع الهندي Dory Funk, Jr.

## الممثلون
- محمد خاوندي - النمر المقنع
- فاطمة سعد - ميادة، ـ بيير
- أيمن رضا - المعلق
- وضاح حلوم - عزام
- يحيى الكفري - المدير ـ العضاض
- هيثم قاسم
- مجد ظاظا - ليزا

## وصلات خارجية
- النمر المقنع على موقع IMDb (الإنجليزية)
- النمر المقنع على موقع قاعدة بيانات الفيلم (الإنجليزية)
- النمر المقنع على موقع ANN anime (الإنجليزية)
- الموقع الرسمي لتايغر ماسك
- الموقع الرسمي للنمر المقنع (تايغر ماسك II)